# 미세스 캅
《미세스 캅》은 2015년 8월 3일부터 2015년 9월 29일까지 SBS에서 방영된 월화드라마이다.

## 줄거리
경찰로는 백점, 엄마로선 빵점. 정의롭고 뜨거운 심장을 가진 경찰 아줌마의 활약을 통해 대한민국 워킹맘의 위대함과 애환을 그린 작품.

## 등장 인물

### 주요 인물
- 김희애 : 최영진 역 - 경정, 강력팀장
- 김민종 : 박종호 역 - 총경형사계장과
- 마동석 : 마석도 역 - 강력1팀 형사 부팀장
- 김윤석 : 조필성 형사 역 - 강력1팀 형사 과장
- 손호준 : 한진우 역 - 경사, 강력1팀 형사, 현 파출소 대원
- 이다희 : 민도영 역 - 경감, 강력1팀 형사, 현 파출소장
- 이기영 : 염상민 역 - 총경, 형사과장
- 허정도 : 조재덕 역 - 경위, 강력1팀 형사
- 이기광 : 이세원 역 - 경사, 강력1팀 형사

### KL그룹
- 손병호 : 강태유 역 - 회장
- 박성근 : 윤형석 역 - 강 회장의 비서실장
- 전세현 : 김민영 역 - 그룹 변호사
- 이강욱 : 강재원 역 - 강 회장의 아들, 이사

### 최영진의 주변 인물
- 신소율 : 최남진 역 - 최영진의 동생, 고시생
- 신승환 : 배달환 역- 최영진의 정보원, 정비공장 직원
- 정수영 : 홍반장 역 - 조재덕의 아내
- 김갑수 : 박동일 역 - 무기수. 모범수로 출소 후 복수를 향한 처절한 응징을 행함.

### 그 외 인물
- 유형관 : 최재영 역 - 서울지방경찰청장 (치안정감)
- 양현민 : 이진수 역 - 서울지방경찰청 마약수사대 형사 (경장)
- 이문정 : 송현주 역 - 서울지방경찰청 순경
- 신린아 → 박민하 : 서하은 역
- 이재균 : 남상혁 역 - 연쇄살인범
- 이혜인 : 이미경 역
- 이시원 : 강지연 역
- 한재영 : 한덕규 역
- 지승현 : 오영남 역 - 마약공급책
- 오초희 : 오아라 역
- 주다영 : 장은영 역
- 유재명 : 공범 역
- 장인섭 : 고병욱 검사 역
- 김난휘 : 박 마담 역
- 김광섭 : 양아치 역
- 고인범 : 최상익 역
- 최효은 : 김나래 역 - 서승우의 납치피해자
- 장준호
- 오순태
- 나광훈
- 정강희 : 카를로스 역
- 박호산 : 정일화 교수 역
- 정아미
- 윤용현 : 마빡 (본명 : 마태수) 역
- 최민 : 권성철 역
- 유연석 : 조영우 교수 역
- 김병옥 : 황 박사 역
- 이주실 : 식당주인 역
- 이현걸 : 강태유 회장 수행원 역
- 도용구 : 김의원 역
- 이우진 : 마사지 샾 사장 역
- 백찬기 : 용역건달 역
- 장세현 : 서승우 역 - 장은영 납치미수범
- 노유주 : 이혜린 역
- 김춘기
- 홍기준
- 서왕석
- 박승찬
- 윤종원
- 이진권
- 이규섭 : 김성민 역
- 황재열 : 수행원 역
- 양온유 : 재형 역
- 홍승범 : 장 팀장 역
- 민정섭
- 김혜윤 : 가출한 여학생
- 이성우
- 이정은 : 이미경 엄마 역
- 진모
- 선율우
- 백승익 : 킬러 역

## 시청률
최저 시청률과 최고 시청률은 시청률 조사회사와 지역별로 시청률에 차이가 있을 수 있습니다.
| 2015년      | 2015년      | 2015년         | 2015년       | 2015년         | 2015년       |
| 회차        | 방송일      | TNmS 시청률    | TNmS 시청률  | AGB 시청률     | AGB 시청률   |
| 회차        | 방송일      | 대한민국(전국) | 서울(수도권) | 대한민국(전국) | 서울(수도권) |
| ----------- | ----------- | -------------- | ------------ | -------------- | ------------ |
| 제1회       | 8월 3일     | 7.2%           | 9.1%         | 8.4%           | 9.0%         |
| 제2회       | 8월 4일     | 7.4%           | 9.1%         | 9.4%           | 10.2%        |
| 제3회       | 8월 10일    | 7.7%           | 8.7%         | 9.2%           | 9.8%         |
| 제4회       | 8월 11일    | 8.3%           | 10.8%        | 10.0%          | 9.7%         |
| 제5회       | 8월 17일    | 9.8%           | 12.1%        | 10.8%          | 12.1%        |
| 제6회       | 8월 18일    | 10.1%          | 12.8%        | 12.1%          | 12.7%        |
| 제7회       | 8월 24일    | 10.4%          | 12.0%        | 11.6%          | 13.1%        |
| 제8회       | 8월 25일    | 10.2%          | 12.3%        | 12.0%          | 12.7%        |
| 제9회       | 8월 31일    | 10.6%          | 13.5%        | 12.8%          | 14.3%        |
| 제10회      | 9월 1일     | 10.8%          | 13.5%        | 12.7%          | 13.9%        |
| 제11회      | 9월 7일     | 10.4%          | 12.1%        | 12.1%          | 12.8%        |
| 제12회      | 9월 8일     | 11.1%          | 13.5%        | 12.8%          | 14.3%        |
| 제13회      | 9월 14일    | 11.2%          | 13.0%        | 12.6%          | 13.4%        |
| 제14회      | 9월 15일    | 11.7%          | 13.7%        | 13.7%          | 14.6%        |
| 제15회      | 9월 21일    | 12.0%          | 14.1%        | 15.2%          | 16.7%        |
| 제16회      | 9월 22일    | 12.4%          | 15.1%        | 14.6%          | 16.0%        |
| 제17회      | 9월 29일    | 11.5%          | 13.6%        | 13.2%          | 13.8%        |
| 제18회      | 9월 29일    | 13.9%          | 15.3%        | 15.8%          | 16.4%        |
| 평균 시청률 | 평균 시청률 | 10.4%          | 12.5%        | 12.2%          | 13.1%        |

## 연속 방송
- 2015년 9월 29일 : 밤 10시부터 2회 연속방송 (17회, 18회)

## 수상 경력
- 2015년 SBS 연기대상 미니시리즈부문 여자 특별 연기상 (이다희)
- 2015년 SBS 연기대상 뉴스타상 (손호준)

## 동시간대 드라마
- KBS 월화 미니시리즈

《너를 기억해》 (2015년 6월 22일 ~ 2015년 8월 11일)
《별난 며느리》 (2015년 8월 17일 ~ 2015년 9월 22일)
- MBC 월화드라마

《화정》 (2015년 4월 13일 ~ 2015년 9월 29일)

## 같이 보기
- 미세스 캅 2